# Solpuga bechuanica
Solpuga bechuanica är en spindeldjursart som beskrevs av Hewitt 1914. Solpuga bechuanica ingår i släktet Solpuga och familjen Solpugidae. Inga underarter finns listade i Catalogue of Life.